# Усті-над-Лабем (округ)
У́сті-над-Ла́бем (чеськ. Okres Ústí nad Labem) — адміністративно-територіальна одиниця в Устецькому краї Чеської Республіки. Адміністративний центр — місто Усті-над-Лабем. Площа округу — 404,44 кв. км., населення становить 119 512 осіб.
До округу входить 23 муніципалітети, з котрих 4 — міста.